# Bonobo (Musiker)

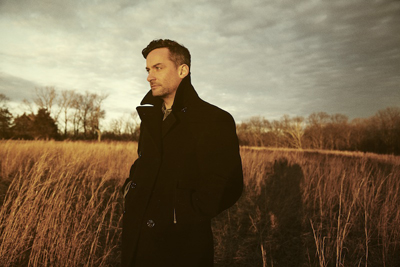
Bonobo (2013)

Bonobo ist der Künstlername von Simon Green (* 30. März 1976 in Leeds), einem englischen Produzenten, Komponisten, Musiker und DJ. In seinen Stücken verwendet er eine Vielzahl von Instrumenten. Er lässt sich in das Genre Downtempo einordnen.

## Leben und Wirken
Simon Green wuchs im ländlichen Hampshire auf. Sein Vater war in der britischen Folk-Szene involviert. Green lernte früh Gitarre und Klavier.
Greens Karriere als Bonobo begann um das Jahr 2000 in Brighton. Seine ersten beiden Singles wurden von Amon Tobin (Scuba, 1999) und Mr. Scruff (Terrapin, 2000) remixed. 2000 erschien beim britischen Label Tru Thoughts sein Debüt-Album Animal Magic. Bereits ein Jahr später unterschrieb Bonobo einen Vertrag bei Ninja Tune. Der Durchbruch gelingt ihm 2006 mit Days to Come. Das Album wurde u. a. von den Hörern der bekannten Musiksendung von Gilles Peterson bei BBC 1 zum Album des Jahres gewählt.
Er hatte bereits Auftritte auf großen Festivals wie Glastonbury und Coachella.

## Stil
Charakteristisch für Bonobos Musik ist die Verknüpfung von Live-Instrumentierung mit elektronischen Klängen. Auf Konzerten wird er meistens von einer Live-Band begleitet und spielt selbst Bass. Häufig arbeitet er mit Vokalistinnen zusammen (u. a. Speech Debelle, Erykah Badu, Andreya Triana, Bajka, Szjerdene), gelegentlich auch mit männlichen Sängern. Er tritt aber auch als DJ solo auf, Ninja Tune veröffentlichte bisher zwei DJ-Mixes von ihm.
Seine Musik wird üblicherweise als Downtempo eingeordnet, sie enthält aber auch Elemente von Acid Jazz, Ambient und anderen Subgenres elektronischer Musik sowie Hip-Hop und Soul.

## Diskografie

### Studioalben
| Jahr | Titel Musiklabel               | Höchstplatzierung, Gesamtwochen, AuszeichnungChartplatzierungen (Jahr, Titel, Musiklabel, Platzierungen, Wochen, Auszeichnungen, Anmerkungen) | Höchstplatzierung, Gesamtwochen, AuszeichnungChartplatzierungen (Jahr, Titel, Musiklabel, Platzierungen, Wochen, Auszeichnungen, Anmerkungen) | Höchstplatzierung, Gesamtwochen, AuszeichnungChartplatzierungen (Jahr, Titel, Musiklabel, Platzierungen, Wochen, Auszeichnungen, Anmerkungen) | Höchstplatzierung, Gesamtwochen, AuszeichnungChartplatzierungen (Jahr, Titel, Musiklabel, Platzierungen, Wochen, Auszeichnungen, Anmerkungen) | Höchstplatzierung, Gesamtwochen, AuszeichnungChartplatzierungen (Jahr, Titel, Musiklabel, Platzierungen, Wochen, Auszeichnungen, Anmerkungen) | Anmerkungen                           |
| Jahr | Titel Musiklabel               | DE | AT | CH | UK | US | Anmerkungen                           |
| ---- | ------------------------------ | --- | --- | --- | --- | --- | ------------------------------------- |
| 2000 | Animal Magic Tru Thoughts      | — | — | — | — | — | Erstveröffentlichung: 25. Juli 2000   |
| 2003 | Dial ’M’ for Monkey Ninja Tune | — | — | — | — | — | Erstveröffentlichung: 9. Juni 2003    |
| 2006 | Days to Come Ninja Tune        | — | — | — | — | — | Erstveröffentlichung: 2. Oktober 2006 |
| 2010 | Black Sands Ninja Tune         | — | — | — | UK— GoldUK | — | Erstveröffentlichung: 29. März 2010   |
| 2013 | The North Borders Ninja Tune   | DE72 (1 Wo.)DE | — | CH39 (4 Wo.)CH | UK34 Silber · (4 Wo.)UK | — | Erstveröffentlichung: 21. März 2013   |
| 2017 | Migration Ninja Tune           | DE11 (4 Wo.)DE | AT15 (2 Wo.)AT | CH5 (4 Wo.)CH | UK5 Silber · (4 Wo.)UK | US59 (2 Wo.)US | Erstveröffentlichung: 13. Januar 2017 |
| 2022 | Fragments Ninja Tune           | DE3 (4 Wo.)DE | AT15 (1 Wo.)AT | CH8 (2 Wo.)CH | UK5 (3 Wo.)UK | — | Erstveröffentlichung: 14. Januar 2022 |

### Livealben
- 2005: Live Sessions
- 2014: The North Borders Tour. – Live

### EPs
- 2000: Scuba
- 2000: Terrapin
- 2000: Silver
- 2000: The Shark
- 2002: Kota
- 2003: Pick Up
- 2003: Flutter
- 2006: Nightlite Remixes
- 2009: The Keeper (feat. Andreya Triana)
- 2014: The Flashlight
- 2014: Ten Tigers
- 2017: Bambro Koyo Ganda

### Remixalben
- 2002: One Offs … Remixes & B-Sides
- 2012: Black Sands Remixed

### DJ-Mixe
- 2005: Solid Steel Presents Bonobo / It Came from the Sea
- 2013: Late Night Tales

### Singles
- 2006: Nightlite / If You Stayed Over
- 2009: Stay the Same (feat. Andreya Triana)
- 2010: Eyesdown (feat. Andreya Triana)
- 2013: Cirrus (UK: Silber)
- 2013: First Fires (feat. Grey Reverend)
- 2019: Ibrik
- 2019: Linked
- 2020: Heartbreak (mit Totally Enormous Extinct Dinosaurs)
- 2020: Loom (mit Ólafur Arnalds)
- 2020: 6000 Ft. (mit Totally Enormous Extinct Dinosaurs)
- 2021: Rosewood
- 2021: Tides (feat. Jamila Woods)
- 2021: Otomo (feat. O'Flynn)
- 2021: Shadows (feat. Jordan Rakei)
- 2022: From You (feat. Joji)
- 2022: ATK
- 2022: Defender
- 2023: Fold (mit Jacques Greene)

## Produktionen

### Computerspiele
- Pick Up & Flutter in SSX on Tour
- Nightlite (feat. Bajka) in UEFA Champions League 2006-2007
- Scuba, remixed von Amon Tobin in Need for Speed: Undercover
- The Fever & Kiara in Sleeping Dogs

### Werbung
- Ketto für Citroën C4 Picasso
- Days To Come von Adult Swim
- Recurring für Xtreamer – Home Theater PC
- Transmission 94 für Oil of Olaz
- Kota für BT Group

### Film und Fernsehen, Radio
- Flutter als Titelmelodie in jPod
- Eyesdown in The Newsroom
- If You Stayed Over & Control in Lost
- Kong in House of Cards
- Terrapin in A Taste of My Life der BBC
- Silver in The L Word – Wenn Frauen Frauen lieben
- Between the Lines in Dr. House
- Recurring in Gossip Girl
- Recurring in Unsere Erde – Der Film
- Walk In The Sky & The Fever in CSI: Crime Scene Investigation
- Silver in Crazy, Stupid, Love.
- All in Forms in House at the End of the Street
- Turtle in Poppy Shakespeare
- Black Sands in Der Wert des Menschen